# Sinar Banten (Talang Padang)
Sinar Banten is een bestuurslaag in het regentschap Tanggamus van de provincie Lampung, Indonesië. Sinar Banten telt 4889 inwoners (volkstelling 2010).